# Strychnos dalzellii
Strychnos dalzellii är en tvåhjärtbladig växtart som beskrevs av Charles Baron Clarke. Strychnos dalzellii ingår i släktet Strychnos och familjen Loganiaceae. Inga underarter finns listade i Catalogue of Life.